# بخش کونیاک
بخش کونیاک (به فرانسوی: Arrondissement de Cognac) یک بخش در فرانسه است که در شرانت واقع شده‌است.